# De XII werken van Vanoudenhoven
De XII werken van Vanoudenhoven was een populair Vlaams televisieprogramma op TV1 dat twee seizoenen duurde, in 1998 en 1999, en dat gepresenteerd werd door Rob Vanoudenhoven.
Het programma combineerde humor met sensationele opdrachten.

## Voorgeschiedenis
Nadat zijn naambekendheid een beetje was gegroeid via zijn verschijning als derde panellid in Mark Uytterhoevens Canvasprogramma Alles kan beter in 1997 en 1998 kreeg Vanoudenoven de kans in het najaar van 1998 zijn eigen show te presenteren. Uytterhoeven was hier niet zo gelukkig mee omdat hij Vanoudenhovens onbekendheid als een sterk element in Alles kan beter beschouwde. Toen Vanoudenhovens populariteit dankzij De XII werken van Vanoudenhoven steeg, stoorde het Uytterhoeven nog meer omdat het volgens hem voor nieuwe kijkers precies leek alsof hij Vanoudenhoven puur vanwege zijn faam had gekozen als panellid in Alles kan beter.

## Concept
De XII werken van Vanoudenhoven was een verwijzing naar de 12 taken die de Griekse mythologische held Herakles (oftewel Hercules) diende uit te voeren. In 12 afleveringen nodigde Vanoudenhoven wekelijks een Bekende Vlaming uit die hem tot een opdracht uitdaagde. Deze uitdaging werd bekendgemaakt alvorens de begingeneriek begon. De begingeneriek toonde vervolgens Vanoudenhoven terwijl die zich naar de studio haastte met heroïsche muziek uit de James Bondfilm On Her Majesty's Secret Service op de achtergrond. In de studio interviewde Vanoudenhoven zijn gast, maakte wat grapjes, toonde filmpjes en liet stap voor stap zien hoe hij zich op de opdracht voorbereidde. Aan het einde van de uitzending werd dan duidelijk of hij de opdracht had weten uitvoeren. Indien Vanoudenhoven geslaagd was moest de gast een tegenprestatie uitvoeren, waarvan het filmpje aan het begin van de volgende aflevering vertoond werd.
Vanoudenhovens opdrachten konden erg sensationeel zijn: zo wist hij bijvoorbeeld tot vlak bij de Britse premier Tony Blair en paus Johannes Paulus II te raken, liet hij zich rechtop op het dak van een dubbeldekkervliegtuigje bevestigen dat vervolgens het luchtruim invloog, klom het Atomium op, lanceerde een eigen boek en magazine, bleef 72 uur wakker (alhoewel de opdracht voorschreef dat hij het een week moest volhouden), liet zich levend begraven, kreeg een cameo in de strip De Kiekeboes (het album Blond en BlauW (1999, strook 12), liet zich uit een circuskanon afvuren, bouwde in een recordtijd een huis, maakte zich beroemd in Wallonië, enz.
Zijn opdrachten zorgden ervoor dat hij spoedig in het hele land wel ergens in het nieuws, magazines en andere programma's opdook. Zelfs langs de snelwegen kon men zijn portret zien als onderdeel van een campagne ter promotie van nuchter rijden. Zo werd hij spoedig enorm populair en beroemd in Vlaanderen en lokte meer nieuwsgierigen naar zijn programma dat vooral bekeken werd door mensen die hem kenden uit Alles kan beter. Het meeste memorabele hoogtepunt van zijn faam kwam toen hij op 15 november 1998 de Antwerpse Elisabethzaal liet vollopen met honderden liefhebbers van zijn programma (zie ook onderaan). Hiermee konden een speciale kerstuitzending ("Het 13e Werk") en vanaf 1999 ook een tweede reeks niet uitblijven.

## Intro
De intro bestond uit twee citaten, gevolgd door het titelnummer van de James Bondfilm On Her Majesty's Secret Service van de Britse componist John Barry. Een van de citaten was afkomstig van de bankovervaller John Dillinger (gespeeld door Warren Oates) in de film Dillinger uit 1973.
- Dillinger: "This could be one of the big moments in your life; don't make it your last!"

## Afleveringen en opdrachten

### Reeks 1
| Aflevering               | Studiogast             | Opdracht                                                            | Geslaagd?     |
| ------------------------ | ---------------------- | ------------------------------------------------------------------- | ------------- |
| 1                        | Frédérik Deburghgraeve | Win een medaille                                                    | Geslaagd      |
| 2                        | Jan Ceuleers           | Haal 3 keer het journaal                                            | Geslaagd      |
| 3                        | Joyce De Troch         | Breng 1000 vrouwen in vervoering                                    | Geslaagd      |
| 4                        | Roland Blaton          | Verdien één miljoen                                                 | Niet geslaagd |
| 5                        | Jean-Luc Dehaene       | Ontmoet een wereldleider                                            | Geslaagd      |
| 6                        | Wim Verstraeten        | Bezoek de 11 landen van de EU met 11 verschillende vervoersmiddelen | Geslaagd      |
| 7                        | Walter Grootaers       | Ontmoet mij 3 keer, zonder dat ik het opmerk                        | Geslaagd      |
| 8                        | Kardinaal Danneels     | Verricht de 7 werken van barmhartigheid                             | Geslaagd      |
| 9                        | Andrea Croonenberghs   | Overwin je angsten                                                  | Geslaagd      |
| 10                       | Jean-Marie Dedecker    | Overleef drie dagen en drie nachten op een onbewoond eiland         | Niet geslaagd |
| 11                       | Steve Stevaert         | Vestig je naam op ten minste drie verschillende gebieden            | Geslaagd      |
| 12                       | Urbanus                | Vul de Elisabethzaal                                                | Geslaagd      |
| Speciale kerstaflevering | Bart Peeters           | Zoek 3 manieren om een kater te verhelpen                           | Geslaagd      |

### Reeks 2
| Aflevering | Studiogast                        | Opdracht                                            | Geslaagd?     |
| ---------- | --------------------------------- | --------------------------------------------------- | ------------- |
| 1          | Branko Strupar                    | Doe iets als eerste Belg                            | Geslaagd      |
| 2          | Patrick Dewael                    | Word een Bekende Waal                               | Geslaagd      |
| 3          | Jo De Clercq                      | Bouw een huis in 1 maand                            | Geslaagd      |
| 4          | Margriet Hermans                  | Vervang 3 onvervangbare mensen                      | Geslaagd      |
| 5          | Bert Anciaux                      | Ontroer mij                                         | Niet geslaagd |
| 6          | Sabine Hagedoren                  | Overwin de 4 natuurelementen                        | Geslaagd      |
| 7          | Guy Mortier                       | Maak een tijdschrift dat evenveel verkoopt als Humo | Geslaagd      |
| 8          | Luc Van Lierde                    | Doorkruis 12 Vlaamse steden op natuurlijke energie  | Geslaagd      |
| 9          | Luk Alloo                         | Blijf 72 uur wakker                                 | Geslaagd      |
| 10         | Mieke Vogels                      | Leef met een handicap                               | Geslaagd      |
| 11         | Sergio en Dirk Sterckx            | Kom van een onbekende plek op tijd aan in de studio | Geslaagd      |
| 12         | de XII vrienden van Vanoudenhoven | Schenk ons een huis                                 | Geslaagd      |
| 13         |                                   | Compilatie-aflevering                               |               |

## Legendarische uitzendingen
- De laatste aflevering van de eerste reeks werd uitgezonden vanuit de Koningin Elisabethzaal in Antwerpen waar Vanoudenhoven zijn kijkers opriep naar de zaal toe te komen om deze volledig te vullen. Dit zorgde voor een nooit geziene volkstoeloop waarbij duizenden mensen vanuit heel Vlaanderen toestroomden. Vanoudenoven schonk de eerste, duizendste en laatste toekomeling een reis (al werd de zaal niet volledig gevuld, omdat de politie vreesde voor incidenten tussen mensen die de ultieme laatste bezoeker wilden zijn). Urbanus en een onverwacht gastoptreden van de man van Melle moesten het evenement opfleuren. Na de uitzending ging Vanoudenoven op verzoek van de politie en ordediensten de toegestroomde menigte uitgebreid bedanken voor hun komst.
- Om beroemd te worden in Wallonië maakte Vanoudenhoven in de tweede reeks een persiflage op Sandra Kims lied J'aime la vie en vormde het om tot een grappige ode aan het Waalse dorpje Durbuy.
- In de tweede reeks kreeg Vanoudenoven van Humo-hoofdredacteur Guy Mortier de opdracht een magazine op te richten dat even succesvol als Humo moest worden. Vanoudenhoven stampte in één weekend tijd een eenmalig magazine uit de grond dat meer nummers wist te verkopen dan Humo. In de Humo van die week verscheen toen als grap een soort van fictief interview met Uytterhoeven die zogezegd klaagde over hoe Vanoudenhoven hem behandeld had. De aflevering kreeg achteraf veel kritiek omdat het in feite één grote reclamespot voor Humo leek te zijn. Erger voor Mortier was dat Vanoudenhovens productiemaatschappij Woestijnvis hierdoor het idee kreeg een eigen blad op te richten, Bonanza, dat zich in 2000 opwierp als een concurrent voor Humo en zelfs enkele van zijn naaste medewerkers deed overlopen. Bonanza ging echter enkele maanden later alweer failliet bij gebrek aan kopers.

## Invloed
In 2008 presenteerde Tom Waes het televisieprogramma Tomtesterom, waarin hij eveneens spectaculaire uitdagingen aangaat en uitprobeert.